# Stefanos Evaggelou
Stefanos Euaggelou (in greco Στέφανος Ευαγγέλου?; Atene, 5 dicembre 1998) è un calciatore greco, difensore del Nyíregyháza.

## Carriera

### Club
Cresciuto nel settore giovanile del Paniōnios, nel 2015 si trasferisce al Panathīnaïkos. In seguito ha giocato anche nella prima divisione polacca, in quella moldava, in quella croata ed in quella ungherese.

### Nazionale
Ha giocato nelle nazionali giovanili greche Under-16, Under-17, Under-19 ed Under-21.

## Statistiche

### Presenze e reti nei club
Statistiche aggiornate al 24 ottobre 2017.
| Stagione             | Squadra              | Campionato           | Campionato | Campionato | Coppe nazionali | Coppe nazionali | Coppe nazionali | Coppe continentali | Coppe continentali | Coppe continentali | Altre coppe | Altre coppe | Altre coppe | Totale | Totale |
| Stagione             | Squadra              | Comp                 | Pres       | Reti       | Comp            | Pres            | Reti            | Comp               | Pres               | Reti               | Comp        | Pres        | Reti        | Pres   | Reti   |
| -------------------- | -------------------- | -------------------- | ---------- | ---------- | --------------- | --------------- | --------------- | ------------------ | ------------------ | ------------------ | ----------- | ----------- | ----------- | ------ | ------ |
| 2015-2016            | Panathīnaïkos        | SL                   | 0          | 0          | CG              | 0               | 0               | -                  | -                  | -                  | -           | -           | -           | 0      | 0      |
| 2016-2017            | Panathīnaïkos        | SL                   | 7+1        | 0          | CG              | 4               | 0               | UEL                | 0                  | 0                  | -           | -           | -           | 12     | 0      |
| 2017-2018            | Panathīnaïkos        | SL                   | 2          | 0          | CG              | 1               | 0               | UEL                | 0                  | 0                  | -           | -           | -           | 3      | 0      |
| Totale Panathīnaïkos | Totale Panathīnaïkos | Totale Panathīnaïkos | 10+1       | 0          |                 | 5               | 0               |                    | 0                  | 0                  |             | -           | -           | 15     | 0      |
| Totale carriera      | Totale carriera      | Totale carriera      | 11         | 0          |                 | 5               | 0               |                    | 0                  | 0                  |             | -           | -           | 15     | 0      |

## Palmarès

### Competizioni nazionali
- Campionato moldavo: 2

Sheriff Tiraspol: 2021-2022, 2022-2023
- Coppa di Moldavia: 2

Sheriff Tiraspol: 2021-2022, 2022-2023